# Huttenheim
 Huttenheim (en alsacià Híttene) és un municipi francès, situat a la regió del Gran Est, al departament del Baix Rin. L'any 2004 tenia 2.220 habitants.
Forma part del cantó d'Erstein, del districte de Sélestat-Erstein i de la Comunitat de comunes del cantó d'Erstein.

## Demografia
| 1962  | 1968  | 1975  | 1982  | 1990  | 1999  |
| ----- | ----- | ----- | ----- | ----- | ----- |
| 1.625 | 1.893 | 2.062 | 1.974 | 1.999 | 2.094 |

## Administració
| Període | Identitat         | Partit |
| ------- | ----------------- | ------ |
| 2001-   | Auguste Schnaiter |        |